# (20034) 1992 PK2
1992 PK2 (asteroide n.º 20034) es un asteroide del cinturón principal. Posee una excentricidad de 0,15207840 y una inclinación de 5,88970º.
Este asteroide fue descubierto el 2 de agosto de 1992 por Henry E. Holt en el Palomar.